# Кривега Володимир Ілліч
Кривега Володимир Ілліч (7 листопада 1946 р., с. Пеньківці, Волочиський район, Хмельницька область) – письменник. Член Національної Спілки письменників України з 2005 року.     

## Біографія
Після закінчення школи навчався в Житомирському технікумі землевпорядкування та за державним направленням працював у Таджикистані. 
У 1965 -1968 роках служив у лавах Радянської Армії. 
З 1968 по 1984 рр. працював у Хмельницькій  комплексній  проектно-вишукувальній експедиції «Укрдіпроводгосп». 
У 1985 році закінчив Львівський сільськогосподарський інститут, а в 2006 році – Національний університет «Львівська політехніка». 
З 1984 по 1988 рр. – у Хмельницькій  філії інституту «Укрземпроект». 
З 1991 р.  – директор приватного  малого підприємства «Милосердя». Від 2002 р. – інженер-землевпорядник.

## Творчість
Гуморист, прозаїк. Автор 6 книг: 
- збірка сатири та гумору: «Вибрики землемірського Пегаса» (1995);
- збірки для дітей «Лукава білочка» (1997);
- «Скільки є в Бужка приток» (1997);
- «У селі над Бугом» (2002);
- «Ще один вибрик землемірського Пегаса» (2005);
- "Бужок і Пеньківці, і люди"( 2016)